# Margot Werner

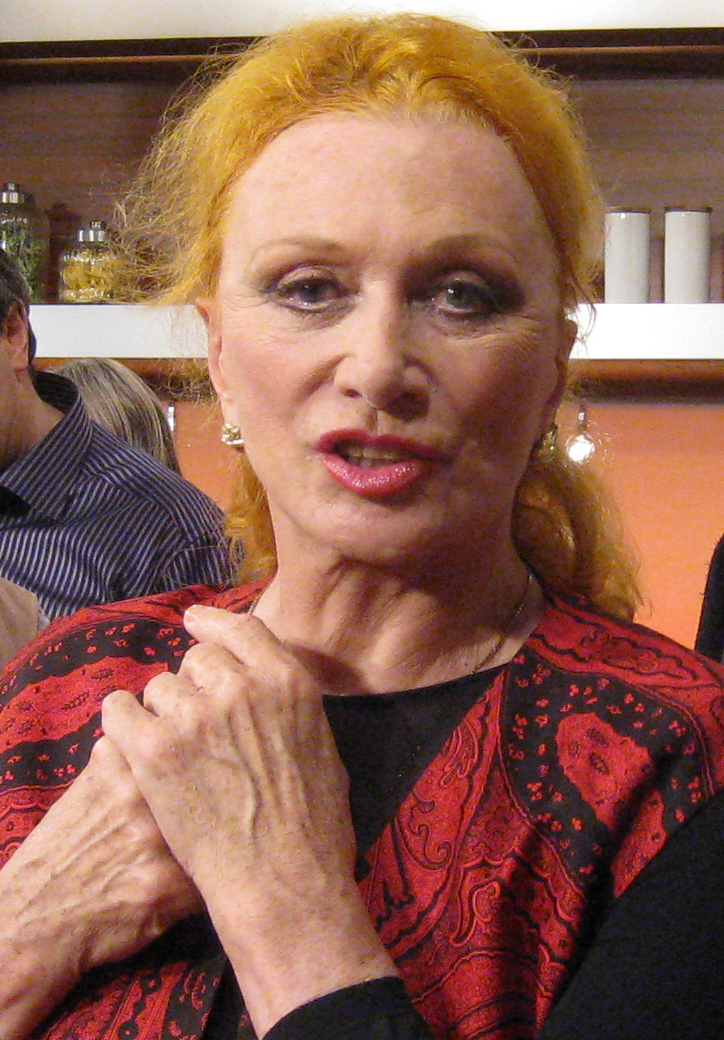
Margot Werner in der Fernsehsendung Lafer! Lichter! Lecker!, 2009

Margot Werner (* 8. Dezember 1937 in Salzburg; † 1. Juli 2012 in München) war eine österreichische Balletttänzerin und Chansonsängerin.

## Leben
Als Tochter eines Kaufmanns und einer Pianistin wuchs Margot Werner in Salzburg auf und legte am Realgymnasium bei den Ursulinen die Mittlere Reife ab. Sie hatte eine enge Beziehung zu dem Tanzkollegen Heinz Bosl. In erster Ehe war sie mit dem Schauspieler Peter Pasetti verheiratet. Ab 1978 war sie mit dem Kaufmann Jochen Litt verheiratet, dessen Hotel in Tirol sie bis zu seinem Konkurs im Jahr 2005 finanziell unterstützte.

### Ballett-Karriere
Margot Werner erhielt schon mit drei Jahren ersten Ballettunterricht. Sie absolvierte die klassische Tanzausbildung am Salzburger Landestheater und bei Friderica Derra de Moroda. Mit 17 Jahren wurde sie am Bayerischen Staatsballett in München engagiert, wo sie innerhalb von drei Jahren zur Vortänzerin avancierte, mit einer für eine Tänzerin überragenden Körpergröße von 1,77 Meter und ihren schönen, flammend roten Haaren. Seit 1959 war sie Solistin an der Staatsoper in München. Es gab gemeinsame Arbeiten mit Choreografen wie John Cranko und John Neumeier. Sie tanzte in Balletten wie Giselle, Der grüne Tisch von Kurt Jooss. Sie trat bis 1975 auch oft mit Heinz Bosl auf, nach dessen Tod sie sich zusammen mit Konstanze Vernon für die Heinz-Bosl-Stiftung engagierte.

### Chanson und Show
Der Komponist Bert Grund komponierte 1972 drei Lieder für Margot Werner, mit denen sie eine zweite Karriere startete, bei der auch Abi Ofarim ein wesentlicher Förderer war. 1972 sang sie im Wiener Konzerthaussaal mit Peter Kreuder. Es folgten eine eigene Fernsehshow mit dem Titel Von Margot bis Montag (Regie: Peter Hajek, Gäste: Klaus Kinski, Heinz Bosl u. a.), Auftritte im Spielcasino von Travemünde und von November 1973 bis März 1974 ein Gastspiel bei der Münchner Lach- und Schießgesellschaft. Seit 1975 trat Werner in zahlreichen Fernsehshows als Tänzerin, Sängerin und Entertainerin auf, etwa bei Hans-Joachim Kulenkampff in Feuerabend, bei Max Greger oder Roberto Blanco, in Dalli Dalli und Am laufenden Band. 1976 ging sie mit dem Programm Wasser, Feuer, Luft und Erde auf Deutschland-Tournee, weitere Tourneen folgten. 1977 hatte sie mit dem Song So ein Mann (Text Wolfgang Hofer, Musik Robert Frank-Jacobi) einen ihrer größten Erfolge.
Zahlreiche Auftritte im In- und Ausland mit ihrem musikalischen Begleiter Max Greger Jr. schlossen sich an. Ab 1986 trat sie beinahe jährlich im Stuttgarter Renitenztheater auf. Ein Höhepunkt ihrer Karriere als Entertainerin war der Auftritt beim New Yorker Metropolitan Opera Ball. Mit Movie Classics feierte sie 1994 Erfolge in der Münchner Philharmonie und der Stuttgarter Liederhalle.

### Schauspielkarriere
Als Schauspielerin stand Margot Werner zunächst als Jenny in Brechts Dreigroschenoper auf der Bühne des Münchener Residenztheaters. Es folgten Fernsehproduktionen wie Die Insel der Krebse, Lieb Vaterland magst ruhig sein (nach dem Roman von Johannes Mario Simmel, 1976), Bomber & Paganini (Gaunerkomödie, 1976), die Operette Im weißen Rößl am Wolfgangsee mit Helmuth Lohner (1979), der Fernsehfilm Collin (1981), die Fernsehserie Liebt diese Erde (1984) und die Tatort-Folge Das Archiv (1986).

### Tod
Am 1. Juli 2012 starb Margot Werner im Alter von 74 Jahren durch einen Sprung aus einem Fenster einer Münchener Klinik. Die Urne wurde in aller Stille und im engsten Familienkreis auf dem Kommunalfriedhof (Gräberfeld 20) in Salzburg beigesetzt.

## Diskografie
- Und für jeden kommt der Tag (LP, 1974)
- Mein Leben ist wie ein Tanz / Nur ein Bild (1975)
- Wasser, Feuer, Luft und Erde (LP, 1976)
- So oder so ist das Leben / Manche Träume werden nicht wahr (1976)
- Das kann nur Liebe sein (1976)
- So ein Mann (1977)
- Du bist zu heiß / Bleib die kleine Stunde bis zum Morgen (1977)
- Nur eine Frau (LP, 1977)
- Ich hab im Leben nichts bereut (LP, 1978)
- Häng dich bei mir ein (LP, 1980)
- Tanz auf dem Vulkan (Seasons) / Du lebst nur einmal auf der Welt (Deutsche Originalaufnahme von 9 to 5 (Morning Train)) (1981)
- … denn ich bin ich (LP, 1983)
- Traumflüge (LP, 1985)
- Lilly Marlen (1986)
- Never Forget My Love aus dem Tatort Das Archiv (1986)
- Lieder mit… Margot Werner (Doppel-LP)
- Stargala / Margot Werner (Doppel-LP)
- Doppelstar: So ein Mann / … und kein bisschen weise, Margot Werner & Curd Jürgens
- Margot Werner in Gold
- Meine größten Erfolge
- Ich hab’ im Leben nichts bereut

Weitere Veröffentlichungen:
- Zeig mir den Weg in dein Herz
- Ich bin von Kopf bis Fuß auf Liebe eingestellt
- Diese Nacht kennt kein Tabu / Ich weiß so lieben kann ich… (1980)
- Movieclassics (1994)
- Leben (1996)

Zu ihrem 50-jährigen Bühnenjubiläum erschien 2007 eine CD mit ihren größten Erfolgen sowie zwei neu produzierten Titeln.

## Schriften
- ... und für jeden kommt der Tag. (Autobiografie) Herbig, München 1982, ISBN 3-7766-1196-0.
  - „durchgesehene“ Neuauflage unter dem Titel:
Traumflüge. Vom Ballett zum Gesang. Herbig, München 1986, ISBN 3-7766-1396-3.
  - (unveränderte) Lizenzausgabe der „durchgesehenen“ Neuauflage:
Traumflüge. Vom Ballett zum Gesang. Ullstein, Frankfurt am Main / Berlin 1988, ISBN 3-548-20967-X.

## Auszeichnungen
- 1974: Schwabinger Kunstpreis
- 1975: Goldene Europa als interessanteste Neuentdeckung des Jahres
- 1976: nominiert für die Goldene Rose von Montreux
- Trude-Hesterberg-Ring